# Lilly Dieckmann
Lilly Theodora Dieckmann, geb. Distel (* 18. September 1882 in Dresden; † 15. August 1958 in Lübeck) war eine deutsche Pianistin, Salonnière und Mäzenin.

## Leben

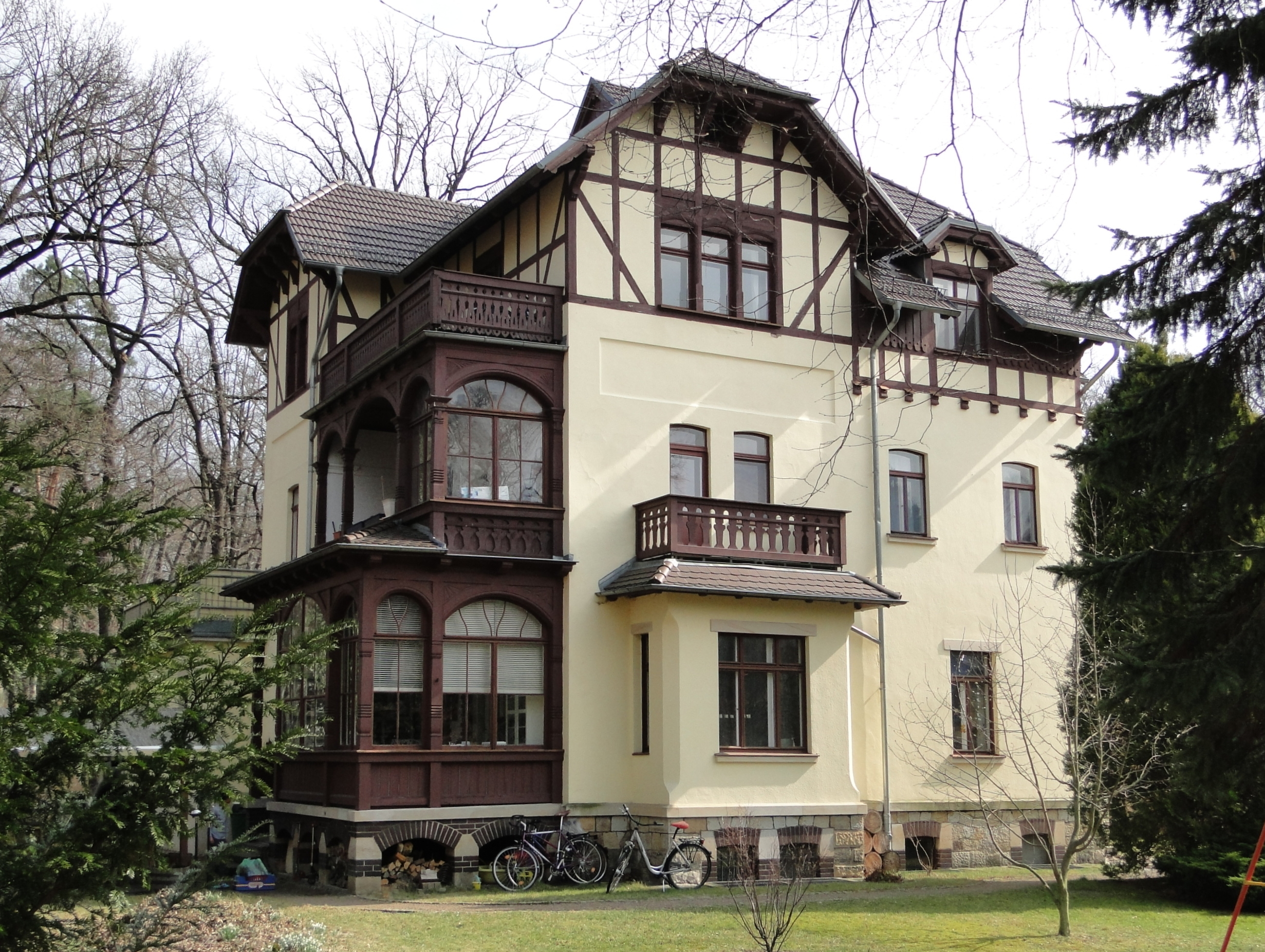
Villa Distelheim in Blasewitz

Lilly Distel war die Tochter des königlich sächsischen Archivrats Dr. jur. Ernst August Theodor Distel (1849–1912) und seiner Frau Theodora (Dora), geb. Souchay (1857–1945). Ihre Mutter entstammte dem Lübecker Zweig der erfolgreichen hugenottischen Kaufmannsdynastie Souchay und war eine Tochter von Marc André Souchay (1824–1880) und seiner Frau Mathilde, geb. Irsengarten (1829–1916). Theodor Souchay war ihr Großonkel.
Ihre drei Jahre ältere Schwester (Luise Auguste) Hilde Distel (* 16. März 1879 in Blasewitz; † 20. Februar 1917 in Loschwitz) war Sängerin und eine Jugendfreundin von Thomas Manns Schwester Julia. Die Familien waren weitläufig verschwägert. Beide Schwestern waren ungewöhnlich musikbegabt. Sie wuchsen gemeinsam mit den Brüdern Paul und Carl Ehrenberg, die früh ihre Mutter verloren hatten, in der Villa Distelheim in der Marschallallee 21 (heute Händelallee 3) in Blasewitz auf.

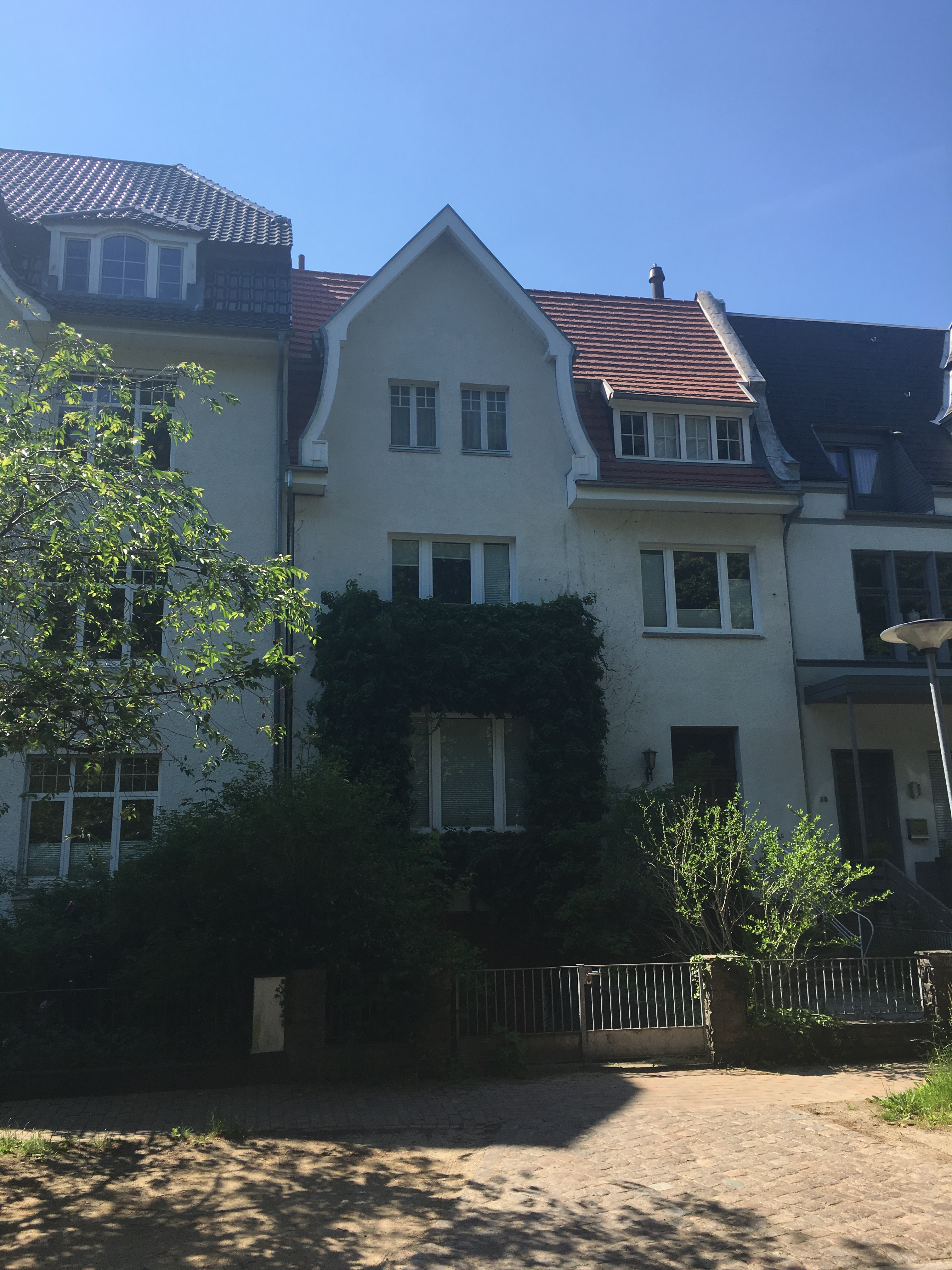
Parkstr. 60 in Lübeck

Lilly Distel heiratete am 3. Dezember 1903 in Dresden den Kaufmann (Ernst Wilhelm) Reinhard Dieckmann (* 28. Apriljul. / 10. Mai 1879greg. in Wladiwostok; † 21. August 1958 in Lübeck) und zog mit ihm nach Lübeck, wo er 1904 das Bürgerrecht erwarb und mit seinem Onkel Charles Hornung Petit Teilhaber des Lübecker Handelshauses Charles Petit & Co sowie dänischer Konsul wurde.
In ihrem Stadthaus in der Parkstraße am Stadtpark und ihrem Sommerhaus am Ratzeburger See in Groß Sarau führte die Konsulin Dieckmann einen einflussreichen musikalischen Salon und förderte neben Ida Boy-Ed den jungen Wilhelm Furtwängler als Nachfolger von Hermann Abendroth maßgeblich.

## Nachlass

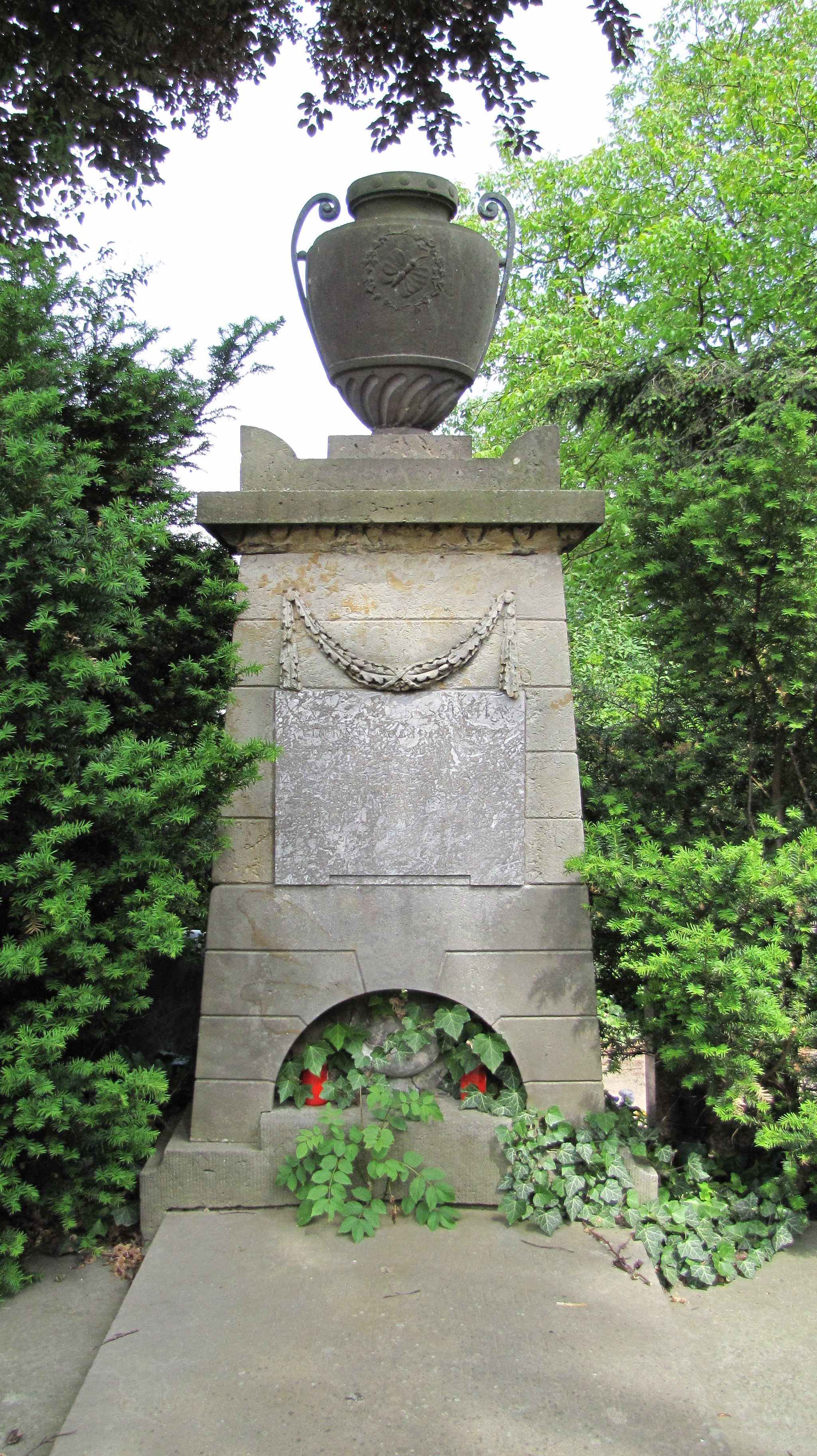
Die letzte Ruhestätte der Eheleute Dieckmann im Familiengrab Souchay auf dem Friedhof der St.-Jürgen-Kapelle in Lübeck. Das Grabmal ist ein Werk des Architekten Joseph Christian Lillie.

Das kinderlose Ehepaar, das kurz nacheinander verstarb, setzte die Gesellschaft zur Beförderung gemeinnütziger Tätigkeit als Alleinerbin seines Vermögens ein. Mit den finanziellen Mitteln konnte 1958 das Kolosseum umgebaut und 1959 mit mehr als tausend Plätzen als seinerzeit modernster Konzertsaal Norddeutschlands wiedereröffnet werden. Eine marmorne Gedenktafel in der Wandelhalle des Kolosseums erinnert an diese Großspende der Eheleute.
Durch gemeinsames Testament der Eheleute Dieckmann wurden der Briefnachlass und die Tagebücher von Lilly Dieckmann dem Archiv der Hansestadt Lübeck überwiesen. Der Briefnachlass enthält Briefe von Wilhelm Furtwängler, Edwin Fischer, Arthur Nikisch, Conrad Hansen, Fritz Behn und Thomas Mann.
Ihr großes Puppenhaus aus Kindertagen ist heute eines der zentralen Ausstellungsstücke der Spielzeugabteilung des St.-Annen-Museums in Lübeck.
Die Gesellschaft zur Beförderung gemeinnütziger Tätigkeit besitzt ein 1917 von Paul Ehrenberg gemaltes Ölporträt von Lilly Dieckmann.

## Schriften
- Furtwängler in Lübeck 1911–1915. Aus Briefen einer Musikfreundin an ihre Mutter. In: Martin Hürlimann (Hrsg.): Wilhelm Furtwängler: im Urteil seiner Zeit. Atlantis, Zürich/Freiburg i. Br. 1955, S. 131ff.